# Palatalizáció
A palatalizáció (a latin palatum „szájpadlás” szóból), másképp jésítés vagy lágyítás olyan mássalhangzó-képzésmód, illetve az így létrejött mássalhangzó, amelynél a nyelvhát felduzzad a szájpadlás középső része felé az eredeti mássalhangzó szokásos képzésével egyidejűleg, tehát az eredeti mássalhangzót mondhatni egy j hanggal együtt ejtjük. E képzési mód számos nyelvben megtalálható, de különösképpen a szláv nyelvek sajátossága. Megvolt az uráli alapnyelvben is, azonban a magyarban nem maradt fenn (a ly betű ilyen hang emlékét őrzi, amelyet még ejtenek néhány nyelvjárásban).
A palatalizáció a késői latinban is végbement, ezért kezdték el az eredetileg minden helyzetben k-nak hangzó c és g-nek hangzó g betűket magas magánhangzók – e és i – előtt és hatására kj-nak és gj-nek ejteni, aminek következtében ebben a hangkörnyezetben később elöl képzett hangokká (cs/dzs, c~dz~sz/zs stb.) alakultak. Az újlatin nyelvekben a jésítés még tovább folytatódott, és több mássalhangzóra, illetve mássalhangzó-kapcsolatra is kiterjedt; különösképpen jellemző ez az iberoromán nyelvekre.
Tágabb értelemben a palatalizáció valamely mássalhangzó palatális hanggá alakulását is jelenti, például a latin multus → spanyol mucho (multus > *[mujtu] > *[mujtjo] > [muʧo]).
A palatalizált mássalhangzó nem tévesztendő össze a palatális mássalhangzóval. Míg az első esetben az eredeti mássalhangzó képzésével egyidejűleg a nyelv a szájpadlás felé felduzzad (mintha egyszerre egy j-t is ejtenénk), addig a másodiknál maga a képzés helye a palatum, vagyis a szájpadlás teteje. A veláris k hang a király szóban például palatalizált (azaz képzési helye kissé előretolódik), míg a kakukk szóban nem történik palatalizáció; a tyúk szó ty-je ezzel szemben palatális mássalhangzó. (A palatális mássalhangzók kialakulását viszont – értelemszerűen – okozhatja egy előzetes palatalizáció.)
A ráspoly német eredetű szóban is megjelenik a palatilizáció: raspel → raspol → ráspoly.